# Non-Partisan Association

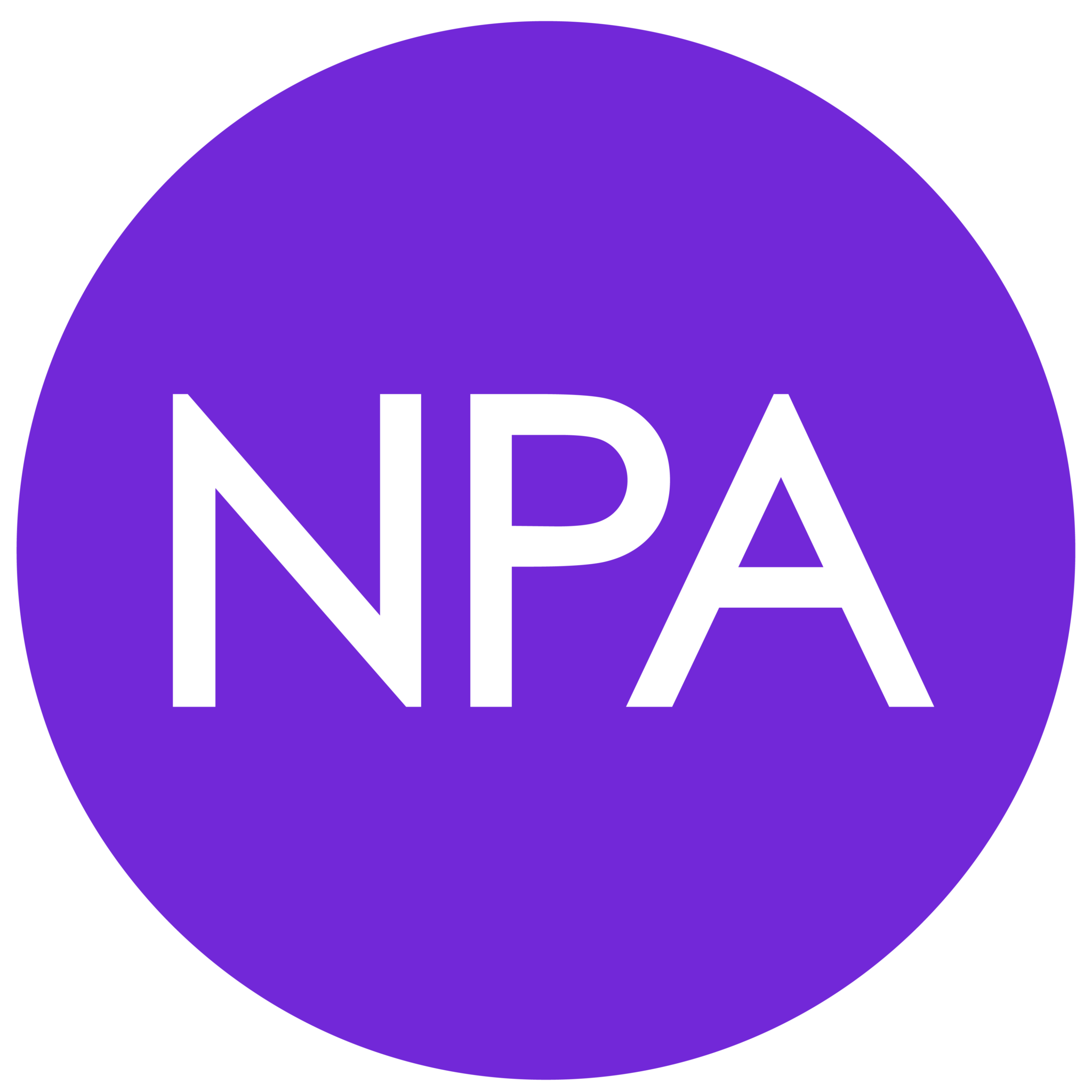
Logo

Die Non-Partisan Association (NPA, dt. Nichtparteiliche Vereinigung) ist eine lokale politische Partei in der kanadischen Stadt Vancouver. Sie wurde 1937 gegründet und versteht sich als Mitte-rechts-Bewegung. Die NPA ist vor allem bei Unternehmern stark verankert. Ihr Name soll verdeutlichen, dass Parteipolitik zur Lösung von Problemen auf lokaler Ebene ungeeignet sei. Hauptkonkurrenten sind die Mitte-Links-Bewegung Coalition of Progressive Electors und die in der Mitte des politischen Spektrums stehende Vision Vancouver.
Bisher gehörten elf Bürgermeister von Vancouver der NPA an:
- Jonathan Webster Cornett (1941–1946)
- Gerry McGeer (1947)
- Charles E. Jones (1947–1948)
- George Clark Miller (1948)
- Charles Edwin Thompson (1949–1950)
- Frederick Hume (1951–1958)
- William Rathie (1963–1966)
- Thomas J. Campbell (1967–1972, NPA seit 1970, vorher unabhängig)
- Gordon Campbell (1986–1993)
- Philip Owen (1993–2002)
- Sam Sullivan (2005–2008)